# Three Dollar Bill, Y'all
Three Dollar Bill, Yall$ é o álbum de estreia da banda norte-americana Limp Bizkit, lançado a 1 de Julho de 1997. O CD vendeu mais de 2 milhões de cópias só nos Estados Unidos, sendo certificado duas vezes platina pela RIAA. Em 2020, a revista Metal Hammer o elegeu como um dos 20 melhores álbuns de metal de 1997.

## Faixas
1. "Intro" – 0:48
2. "Pollution" – 3:52
3. "Counterfeit" – 5:08
4. "Stuck" – 5:25
5. "Nobody Loves Me" – 4:28
6. "Sour" – 3:33
7. "Stalemate" – 6:14
8. "Clunk" – 4:03
9. "Faith" (cover de George Michael) – 3:52 (Possui faixa escondida "Blind" -- (1:26)
10. "Stink Finger" – 3:03
11. "Indigo Flow" – 2:23
12. "Leech" (Demo) – 2:11
13. "Everything" – 16:26